# Среди нас
«Среди́ нас» (англ. Among Us) — будущий американский анимационный сериал, созданный Оуэном Деннисом и основанный на видеоигре Among Us (2018). Мультсериал будет выходить на стриминговом сервисе Paramount+, дата премьеры неизвестна.

## Роли озвучивали
- Рэндалл Парк — Красный[2][3]
- Эшли Джонсон — Фиолетовая[2][3]
- Иветт Николь Браун — Оранжевая[2][3]
- Элайджа Вуд — Зелёный[2][3]
- Дэн Стивенс — Синий[2][3]
- Лив Хьюсон — Чёрная[2][3]
- Кимико Гленн — Голубая[2][3]
- Пэттон Освальт — Белый[4][5][6]
- Дебра Уилсон[англ.] — Жёлтая[4][5][6]
- Фил Ламарр — Коричневый[4][5][6]
- Уэйн Найт — Лайм[4][5][6]

## Создание
Информация о разработке студиями CBS Eye Animation Productions и Titmouse, Inc. мультсериала появилась в июне 2023 года. Режиссёром проекта стал Оуэн Деннис, известный как создатель мультсериала «Бесконечный поезд». Первый тизер мультсериала был показан в 2024 году на Summer Game Fest.
В марте 2024 года появилась информация о том, что главные роли в мультсериале будут озвучивать такие актёры, как Рэндалл Парк, Эшли Джонсон, Иветт Николь Браун, Элайджа Вуд, Дэн Стивенс, Лив Хьюсон и Кимико Гленн. В апреле к актёрскому составу присоединились Пэттон Освальт, Дебра Уилсон, Фил Ламарр и Уэйн Найт.